# 神奈川県道44号伊勢原藤沢線

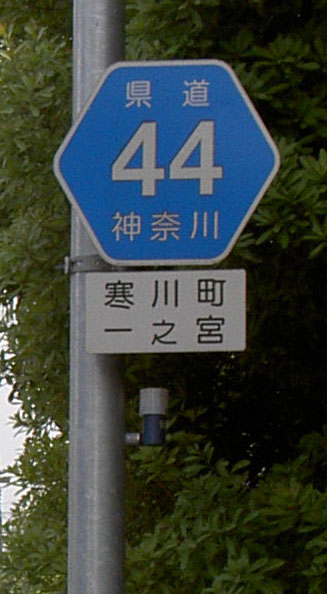
神奈川県道44号標識（高座郡寒川町一之宮、2006年撮影。なお現在この場所は経路変更により指定区間から外れている）

神奈川県道44号伊勢原藤沢線（かながわけんどう44ごう いせはらふじさわせん）は、神奈川県伊勢原市と藤沢市を結ぶ主要地方道。江の島から田村（平塚市）を経由し、大山へ向かう田村通り大山道が元になっている道路である。

## 概要
伊勢原市から主要地方道丸子中山茅ヶ崎線が分岐する茅ヶ崎市までは、大型車同士のすれ違いも問題のない2車線道路が続く。高座郡寒川町や茅ヶ崎市内の区間においては、湘南銀河大橋の開通および首都圏中央連絡自動車道（圏央道）茅ヶ崎ジャンクションの建築と合わせて進められる都市計画道路藤沢大磯線の整備により道路状況の改善が進み、一部区間は新湘南バイパスの高架下道路が県道に指定されている。茅ヶ崎市から藤沢市の終点にかけては、江戸時代の大山街道から未改良の狭隘区間が続く。

### 路線データ
- 起点：神奈川県伊勢原市田中（「市役所入口」交差点：国道246号・神奈川県道63号相模原大磯線交点）[注 1]
- 終点：神奈川県藤沢市本町四丁目（「白旗」交差点：神奈川県道43号藤沢厚木線重用）
- 路線延長：17.2km（実延長、2014年4月1日現在）[1]
- Google マップ

## 歴史
- 2010年（平成22年）12月22日 - 都市計画道路藤沢大磯線（田端二本松交差点 - 茅ヶ崎中央インター交差点間）が暫定2車線で開通[2]。
- 2014年（平成26年）3月24日 - 都市計画道路藤沢大磯線（田端二本松交差点 - 茅ヶ崎中央インター交差点間）が4車線で供用開始[3]。

## 路線状況

### 通称

#### 都市計画道路名
- 平塚都市計画道路3・3・6号湘南新道（東真土2丁目交差点 - 田端二本松交差点間）
- 都市計画道路藤沢大磯線（田端二本松交差点 - 茅ヶ崎中央インター交差点間）

### 重複区間

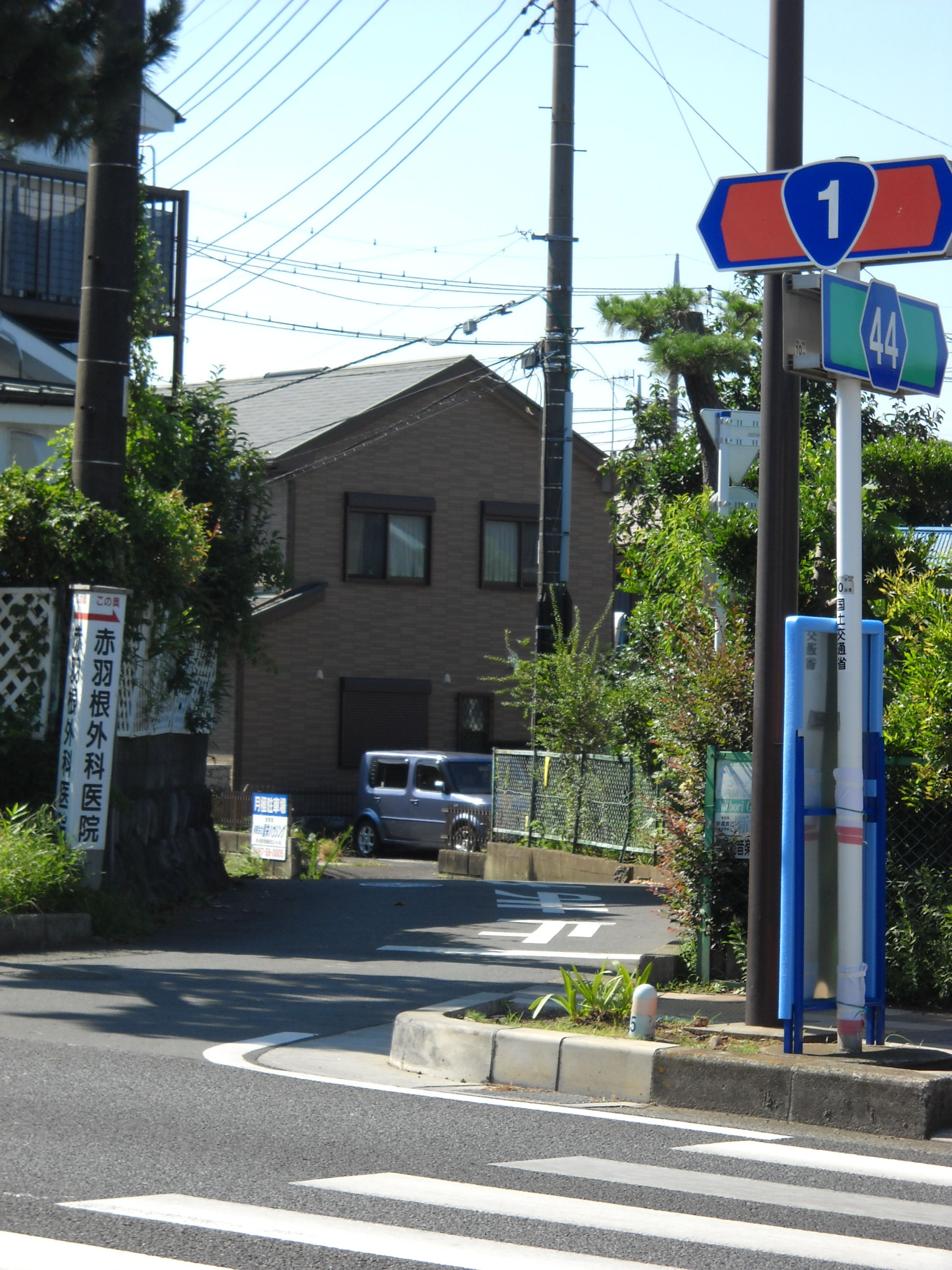
大山街道入口交差点

- 田村十字路交差点 - 東真土2丁目交差点（国道129号）
- 田端二本松交差点 - 一之宮小学校入口交差点（神奈川県道46号相模原茅ヶ崎線）
- 一之宮小学校入口交差点 - 景観寺前交差点（神奈川県道47号藤沢平塚線）
- 景観寺前交差点 - 信号交差点（香川4丁目・西久保）（神奈川県道45号丸子中山茅ヶ崎線）
- 大山街道入口交差点 - 四ツ谷交差点（国道1号）
- 羽鳥交差点 - 白旗交差点（神奈川県道43号藤沢厚木線）

### 道路施設
- 湘南銀河大橋（相模川、平塚市 - 高座郡寒川町）

## 地理

### 通過する自治体
- 神奈川県
  - 伊勢原市 - 平塚市 - 高座郡寒川町 - 茅ヶ崎市 - 藤沢市

### 交差する道路・鉄道路線・河川
- 神奈川県伊勢原市
  - 国道246号・神奈川県道63号相模原大磯線「市役所入口交差点」
  - 小田急小田原線
  - 小田原厚木道路 伊勢原IC
  - 神奈川県道605号下糟屋平塚線「下谷交差点」 - 平塚市との市境上
- 神奈川県平塚市
  - 神奈川県道606号明石下落合線「大島交差点」
  - 渋田川「土安橋」
  - 東海道新幹線
  - 国道129号・神奈川県道47号藤沢平塚線「田村十字路交差点」
  - 国道129号「東真土2丁目交差点」
  - 相模川「湘南銀河大橋」
- 神奈川県高座郡寒川町
  - 神奈川県道46号相模原茅ヶ崎線「田端二本松交差点」
  - 神奈川県道46号相模原茅ヶ崎線「一之宮小学校入口交差点」
  - 神奈川県道45号丸子中山茅ヶ崎線・神奈川県道47号藤沢平塚線「景観寺前交差点」
  - 小出川「大曲橋」
- 神奈川県茅ヶ崎市
茅ヶ崎市内においては新湘南バイパスと並行している。
  - 神奈川県道45号丸子中山茅ヶ崎線「信号交差点（香川4丁目・西久保）」
  - 相模線（踏切）
  - 神奈川県道404号遠藤茅ヶ崎線「高田交差点」
- 神奈川県藤沢市
  - 国道1号「大山街道入口交差点」
  - 国道1号「四ツ谷交差点」
  - 神奈川県道307号辻堂停車場羽鳥線「信号交差点（羽鳥2丁目・羽鳥3丁目・城南5丁目）」
  - 神奈川県道43号藤沢厚木線別線「信号無交差点（羽鳥3丁目・城南4丁目）」
  - 神奈川県道43号藤沢厚木線「羽鳥交差点」

## 旧道
田村十字路から神奈川県道47号藤沢平塚線に重複して一之宮小学校入口交差点まで至る経路が元々指定されていた。